# Dietrich Hollinderbäumer

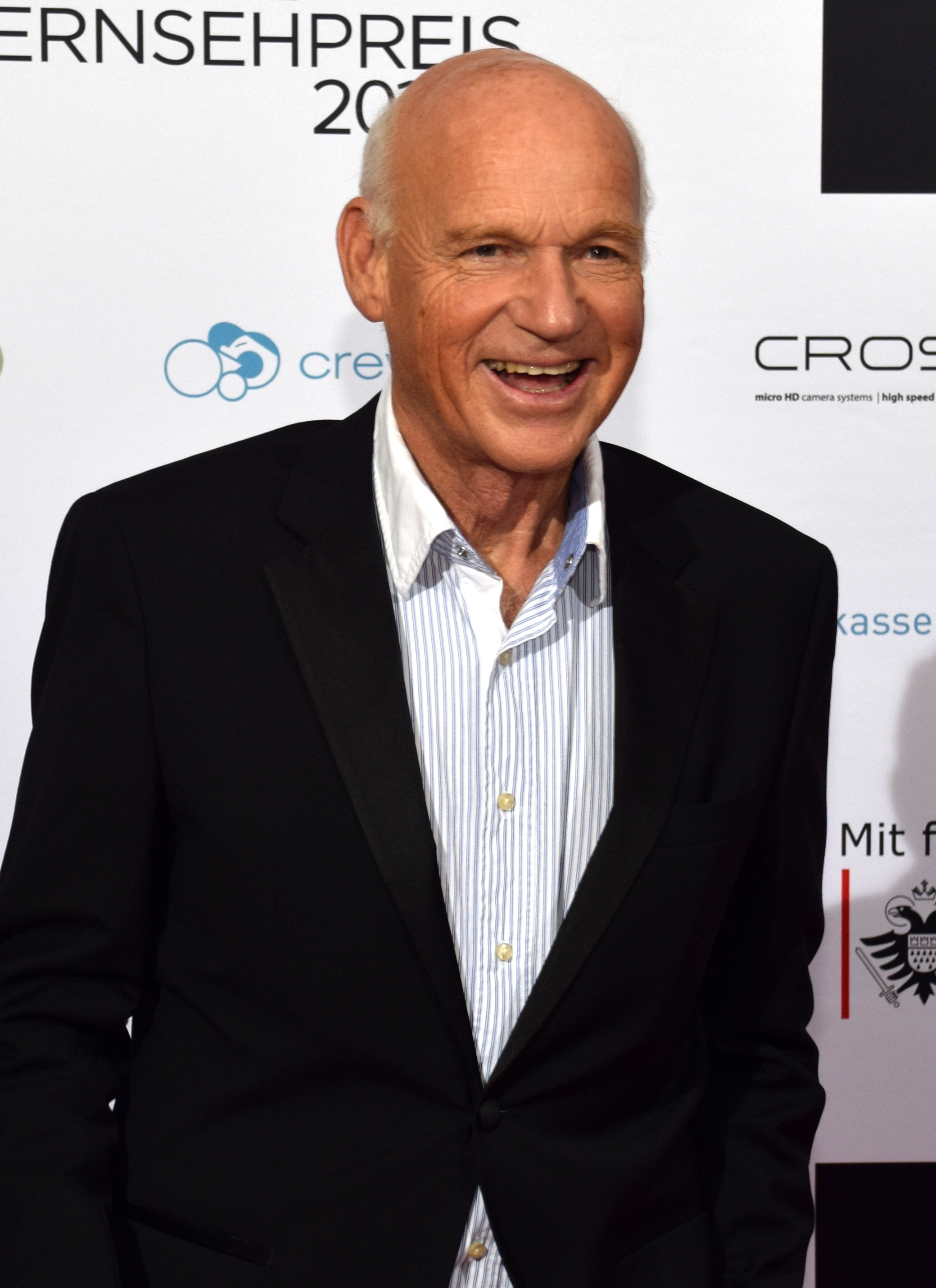
Dietrich Hollinderbäumer bei der Preisverleihung der Deutschen Akademie für Fernsehen 2015

Dietrich Hollinderbäumer (* 16. August 1942 in Essen) ist ein deutsch-schwedischer Schauspieler. Er wirkte in etlichen Theaterinszenierungen und bislang in über 180 Film- und Fernsehproduktionen mit.

## Leben

### Herkunft und Ausbildung
Dietrich Hollinderbäumer wurde als zweites Kind des Fotografen Roland Hollinderbäumer und seiner Frau Erika, geb. Achilles (* 1914), in Essen geboren. Sein Vater, dessen Familie ursprünglich aus dem Dorf Hollinde bei Herford in Ostwestfalen stammt, arbeitete als Werksfotograf für die Essener Krupp-Werke. Seine Mutter war gelernte Buchhändlerin. Deren Mutter stammte aus Hamburg, war nach dem Tod von Erikas Vater in zweiter Ehe mit einem aus Schweden gebürtigen Juden verheiratet gewesen und wanderte kurz vor Ausbruch des Zweiten Weltkrieges mit ihrem Sohn aus zweiter Ehe nach Schweden aus. Im Zuge einer Rückwanderung kehrte ein Teil der Familie nach Westdeutschland zurück.
Mit Zunahme der Bombenangriffe auf das Ruhrgebiet siedelte die Familie in die nordhessische Gemeinde Gilserberg über. Nach Kriegsende trennten sich die Eltern. Die Mutter zog 1951 mit dem neunjährigen Dietrich und seinem zwei Jahre älteren Bruder Michael Jens zu ihrem Halbbruder nach Stockholm und heiratete 1957 den finnisch-schwedischen Schauspieler Kotti Chave (1918–1986), der zusammen mit Ingrid Bergman spielte und den Hollinderbäumer als seinen Mentor bezeichnet. Nach einer Ausbildung zum Luftverkehrskaufmann bei der Lufthansa in Stockholm und dem Militärdienst absolvierte Hollinderbäumer eine Ausbildung zum Schauspieler am Königlich Dramatischen Theater in Stockholm unter der Leitung von Stig Torslow und Ingmar Bergman.

### Theater
Sein erstes Theaterengagement hatte Hollinderbäumer von 1968 bis 1972 als Schauspieler, Regieassistent und Regisseur am Westfälischen Landestheater in Castrop-Rauxel. Anschließend folgten Stationen in Kiel, am Deutschen und am Jungen Theater in Göttingen und am Theater im Zimmer in Hamburg. Von 1978 bis 1983 war er als Schauspieler und Regisseur festes Mitglied an den Städtischen Bühnen Heidelberg. Von 1983 bis 1988 war er Ensemblemitglied am Burgtheater Wien. Seither arbeitete er als freier Schauspieler, u. a. in Wien (Theater in der Josefstadt, Volkstheater Wien), am Schauspiel Bonn, am Theater Bremen, am Schauspielhaus Zürich und am Ernst-Deutsch-Theater in Hamburg.

### Film und Fernsehen
Hollinderbäumer gab sein Filmdebüt 1968 in der Rolle des Günter Braun unter der Regie von Hans-Dieter Schwarze in der Fernsehproduktion Schichtwechsel. Seit Ende der 1980er Jahre arbeitet er verstärkt in Film- und Fernsehproduktionen.
Im Kino war Hollinderbäumer in Filmen wie Georg Elser – Einer aus Deutschland (1989) von Klaus Maria Brandauer und Der Untergang (2004) von Oliver Hirschbiegel zu sehen. 2008 spielte er in der schwedischen Komödie Männer im Wasser einen deutschen Sportveranstalter.
Für das Fernsehen stand er 2002 u. a. für den ARD-Zweiteiler Der Seerosenteich, der auf dem gleichnamigen Roman von Christian Pfannenschmidt basiert, an Schauplätzen in Schleswig-Holstein, Hamburg, Paris und New York City in der tragenden Rolle des Tuchhändlers Carl Trakenberg neben Natalia Wörner, Anja Kling und Hannelore Elsner vor der Kamera und war im ebenfalls zweiteiligen Fernseh-Quotenerfolg Das Jesus Video in der Co-Hauptrolle des Auftraggebers Kaun neben Matthias Koeberlin als Archäologiestudent Steffen Vogt zu sehen. Wiederholt spielte er in Krimis, so war er u. a. in der Rolle des Tagungsveranstalters und Dentisten Henry von Haase als Täter in der Folge Zahn um Zahn (2006) der Krimireihe Ein starkes Team zu sehen und gastierte mehrfach im Tatort sowie in den verschiedenen SOKO-Sendeformaten des ZDF.
Eine erste feste Serienrolle hatte Hollinderbäumer als Kripobeamter in der ARD-Krimiserie Hecht & Haie. Von 1998 bis 2001 war er in der Sat.1-Actionserie HeliCops – Einsatz über Berlin in der Rolle des Polizeichefs Dr. Koch zu sehen. Von 2005 bis 2020 spielte er in der Sat.1-Comedy-Serie Pastewka Bastian Pastewkas Vater Volker. In der RTL-Comedy-Serie Alles Atze hatte er einen Gastauftritt als schwule Bekanntschaft von Atzes Schwiegermutter. Seit 2009 ist Hollinderbäumer als Korrespondent Ulrich von Heesen in der ZDF-Satiresendung heute-show zu sehen.
Hollinderbäumer wurde 2013 neben Bastian Pastewka und Bjarne Mädel für den Deutschen Comedypreis in der Kategorie Bester Schauspieler nominiert; die Auszeichnung ging schließlich an Pastewka.

### Privates
Dietrich Hollinderbäumer spricht Deutsch als Muttersprache und Schwedisch auf muttersprachlichem Niveau, er fühlt sich Schweden nach wie vor sehr verbunden und hat auch einen schwedischen Pass. Er ist verheiratet mit Barbara Hollinderbäumer, geb. Klein, und hat zwei Kinder, Nele (Schauspielerin) und Seth (Produzent).

## Filmografie

### Kinofilme
- 1989: Georg Elser – Einer aus Deutschland
- 1999: Long Hello & Short Goodbye
- 2002: Scherbentanz
- 2002: Erkan & Stefan gegen die Mächte der Finsternis
- 2004: Der Untergang
- 2008: Männer im Wasser (Allt flyter)
- 2011: Night Hunt – Die Zeit des Jägers (Försvunnen)

### Fernsehfilme
- 1968: Schichtwechsel
- 1990: Sidonie
- 1994: Crash 2030 – Ermittlungsprotokoll einer Katastrophe
- 1996: Der Schattenmann (Fünfteiler)
- 1998: Vergewaltigt – Eine Frau schlägt zurück
- 2000: Das Phantom
- 2001: Uprising - Der Aufstand
- 2001: Allein unter Männern
- 2001: Nur mein Sohn war Zeuge
- 2001: Der Tanz mit dem Teufel
- 2002: Das Jesus Video (Zweiteiler)
- 2003: Der Seerosenteich (Zweiteiler)
- 2004: Der Traum vom Süden
- 2005:   Mama und der Millionär
- 2007: Afrika, mon amour (Dreiteiler)
- 2008: Der Besuch der alten Dame
- 2008: Ein Ferienhaus in Marrakesch
- 2008: Putzfrau Undercover
- 2008: Annas Geheimnis
- 2009: Woran dein Herz hängt
- 2009: Heute keine Entlassung
- 2010: Augustinus
- 2011: Männer ticken, Frauen anders
- 2011: Der kalte Himmel
- 2012: Komm, schöner Tod
- 2014: Weiter als der Ozean
- 2015: Ein Sommer in Masuren
- 2016: Unter Wölfen
- 2016: Handwerker und andere Katastrophen
- 2017: Angst – Der Feind in meinem Haus
- 2019: Die verschwundene Familie (Zweiteiler)
- 2020: Helene, die wahre Braut

### Fernsehserien und -reihen
- 1974: Graf Yoster gibt sich die Ehre (Folge: Der Papageienkäfig)
- 1987: Tatort: Atahualpa
- 1991: Die Männer vom K3 (Folge: Der Vollmondmörder)
- 1991–2018: Ein Fall für zwei (verschiedene Rollen, 13 Folgen)
- 1992: Eurocops (Folge: Doppelleben)
- 1992–2015: SOKO München (verschiedene Rollen, 5 Folgen)
- 1994: Wolffs Revier (Folge: Grauzone)
- 1994: Hecht & Haie (5 Folgen)
- 1994, 1999: Die Kommissarin (verschiedene Rollen, 2 Folgen)
- 1996: Faust (Folge: Babyraub)
- 1996: Großstadtrevier (Folge: Der blonde Engel)
- 1998: Kommissar Rex (Folge: Das letzte Match)
- 1998: Tatort: Russisches Roulette
- 1998: Tatort: Gefallene Engel
- 1999: Die Neue – Eine Frau mit Kaliber (Folge: Nur der Tod ist umsonst)
- 1999: Der Fahnder (Folge: Verdammt lang her)
- 1999: Medicopter 117 – Jedes Leben zählt (Folge: Viren an Bord)
- 2000: Tatort: Die kleine Zeugin
- 2001: Im Namen des Gesetzes (Folge: Tod im OP)
- 2001: Tatort: Exil!
- 2001: Tatort: Hasard!
- 2004: Alarm für Cobra 11 – Die Autobahnpolizei (Folge: Die Zeugin)
- 2004: Einmal Bulle, immer Bulle (6 Folgen)
- 2004: Tatort: Abgezockt
- 2004, 2009, 2021: In aller Freundschaft (verschiedene Rollen, 3 Folgen)
- 2005: Der Elefant – Mord verjährt nie (Folge: Simulanten)
- 2005–2020: Pastewka (26 Folgen)
- 2006: Ein starkes Team: Zahn um Zahn
- 2006: Die Rosenheim-Cops (Folge: Ein Geständnis zu viel)
- 2006: Zwei am großen See (Folge: Feindliche Übernahme)
- 2006, 2011: SOKO Kitzbühel (verschiedene Rollen, 2 Folgen)
- 2006–2014: SOKO Köln (verschiedene Rollen, 4 Folgen)
- 2007: Lutter: Essen is’ fertig
- 2007: Einsatz in Hamburg – Die letzte Prüfung
- 2007: Der Kommissar und das Meer: Den du nicht siehst
- 2007: Wilsberg: Unter Anklage
- 2007: Alles Atze (Folge: "Der Kurschatten")
- 2008: Bella Block: Reise nach China
- 2008: Tatort: Exitus
- 2008: Mord in bester Gesellschaft: Die Nächte des Herrn Senator
- 2008: Inga Lindström: Hannas Fest
- 2009: Das Traumschiff: Peru und Miami
- 2010: Countdown – Die Jagd beginnt (Folge: Blutsbande)
- 2010: Kreuzfahrt ins Glück: Hochzeitsreise nach Korfu
- 2011: Die Brücke – Transit in den Tod (3 Folgen)
- 2011: Allein gegen die Zeit (6 Folgen)
- 2011: Der letzte Bulle (Folge: Mord auf Seite 1)
- 2012: Letzte Spur Berlin (Folge: Verantwortung)
- 2012: Katie Fforde: Ein Teil von dir
- 2012–2014: Add a Friend (30 Folgen)
- 2012–2015: Reiff für die Insel → siehe Episodenliste
- 2013: Küstenwache (Folge: Schicksalsspiel)
- 2013: Utta Danella – Sturm am Ehehimmel
- 2013, 2023: Tiere bis unters Dach  (2 Folgen)
- 2014: Neben der Spur – Adrenalin
- 2015: Heldt (Folge: Heckenschützen)
- 2015: Katie Fforde: Das Weihnachtswunder von New York
- 2016: Katie Fforde: Warum hab ich ja gesagt?
- 2016: SOKO Donau (Folge: Scheinheilig)
- 2017: Der Kommissar und das Meer: In einem kalten Land
- 2017: Rentnercops (Folge: Eine Art Magie)
- 2017: Das Pubertier (6 Folgen)
- 2018: The Team (1 Folge)
- 2018: Labaule & Erben (Fernsehserie, 2 Folgen)
- 2018: SOKO Leipzig (Folge: Der Schattenmann)
- 2019: Nord Nord Mord: Sievers und die Tote im Strandkorb
- 2019–2020: Dark (13 Folgen)
- 2019–2020: Professor T.
- 2020: Tatort: Ein paar Worte nach Mitternacht
- 2020: Das Traumschiff: Kapstadt
- 2022: Tatort: Das Opfer
- 2022: Stubbe – Von Fall zu Fall: Ausgeliefert
- 2022: Neben der Spur – Die andere Frau
- 2023: Landkrimi – Steirerschuld (Fernsehreihe)
- 2025: Mord in Wien – Der letzte Bissen (Fernsehreihe)

## Auszeichnungen
- 2009, 2010, 2011, 2012: Deutscher Comedypreis als Ensemble-Mitglied der heute-show (ZDF)
- 2010: Jury-Preis Bester Kurzfilm über 15 Minuten beim Palm Springs International ShortFest für Hermann
- 2010: Adolf-Grimme-Preis als Ensemble-Mitglied der heute-show (ZDF)
- 2011: Deutscher Fernsehpreis als Ensemble-Mitglied der heute-show (ZDF)
- 2013: Deutscher Comedypreis als Bester Schauspieler für Pastewka (Nominierung)
- 2013: Adolf-Grimme-Preis für Add a Friend